# 日光市消防本部
日光市消防本部（にっこうししょうぼうほんぶ）は、栃木県日光市の消防部局（消防本部）。日光市全域を管轄する。

## 沿革
- 1955年　日光市消防本部・日光市消防署を開設。
- 1961年　今市市消防本部・今市市消防署を開設。
- 1966年　藤原町消防本部・藤原町消防署を開設。
- 1975年　今市市消防庁舎を新築移転。藤原町消防庁舎が落成。
- 1978年　日光市消防庁舎が落成。
- 1979年　日光市・上都賀郡足尾町が日光地区消防組合を設立。足尾分署を開設。
- 1996年　塩谷郡栗山村が塩谷郡藤原町に消防業務を委託。藤原町消防署湯西川分遣所を開設。
- 1997年　今市市消防署大沢分署を開設。
- 2003年　今市市消防新庁舎が落成。
- 2006年3月20日　日光市・今市市・足尾町・藤原町・栗山村の新設合併により、新・日光市が発足。
  - 日光地区消防組合・今市市消防本部・藤原町消防本部を統合し、日光市消防本部を開設。
  - 日光市消防本部は、従来の今市市消防本部に置く。
  - 消防署は、従来の今市市消防署、藤原町消防署、日光消防署に置く。
- 2009年3月25日　藤原消防署湯西川分署新築移転　業務開始
- 2013年8月5日　日光消防署足尾分署新築移転　業務開始
- 2014年3月28日　日光消防署新築移転　業務開始
- 2016年3月15日　藤原消防署庁舎を移転新築する。（日光市藤原1→日光市鬼怒川温泉大原1419-2）
- 2022年3月31日　日光消防署清滝分遣所を日光消防署へ集約。

## 組織
- 本部 - 総務課、予防課、警防課、通信指令課
- 消防署

## 主力機械
2018年4月1日現在
- 指揮車：1
- 水槽付ポンプ自動車：8
- 消防ポンプ自動車：3
- 化学消防ポンプ自動車：1
- 大型水槽車：1
- はしご付消防自動車：1
- 救急自動車：11
- 救助工作車：3
- 予防車：3
- 広報車：7
- 人員輸送車：3
- 資機材搬送車：7
- 連絡用オートバイ：4

## 消防署
出典：
| 消防署     | 住所                       | 分署                                               |
| ---------- | -------------------------- | -------------------------------------------------- |
| 今市消防署 | 日光市豊田442-1            | 大沢：日光市木和田島1562-2                         |
| 日光消防署 | 日光市石屋町408-1          | 足尾：日光市足尾町通洞8-1 中宮祠：日光市中宮祠2478 |
| 藤原消防署 | 日光市鬼怒川温泉大原1419-2 | 川治：日光市藤原1238 湯西川：日光市湯西川1167-1    |

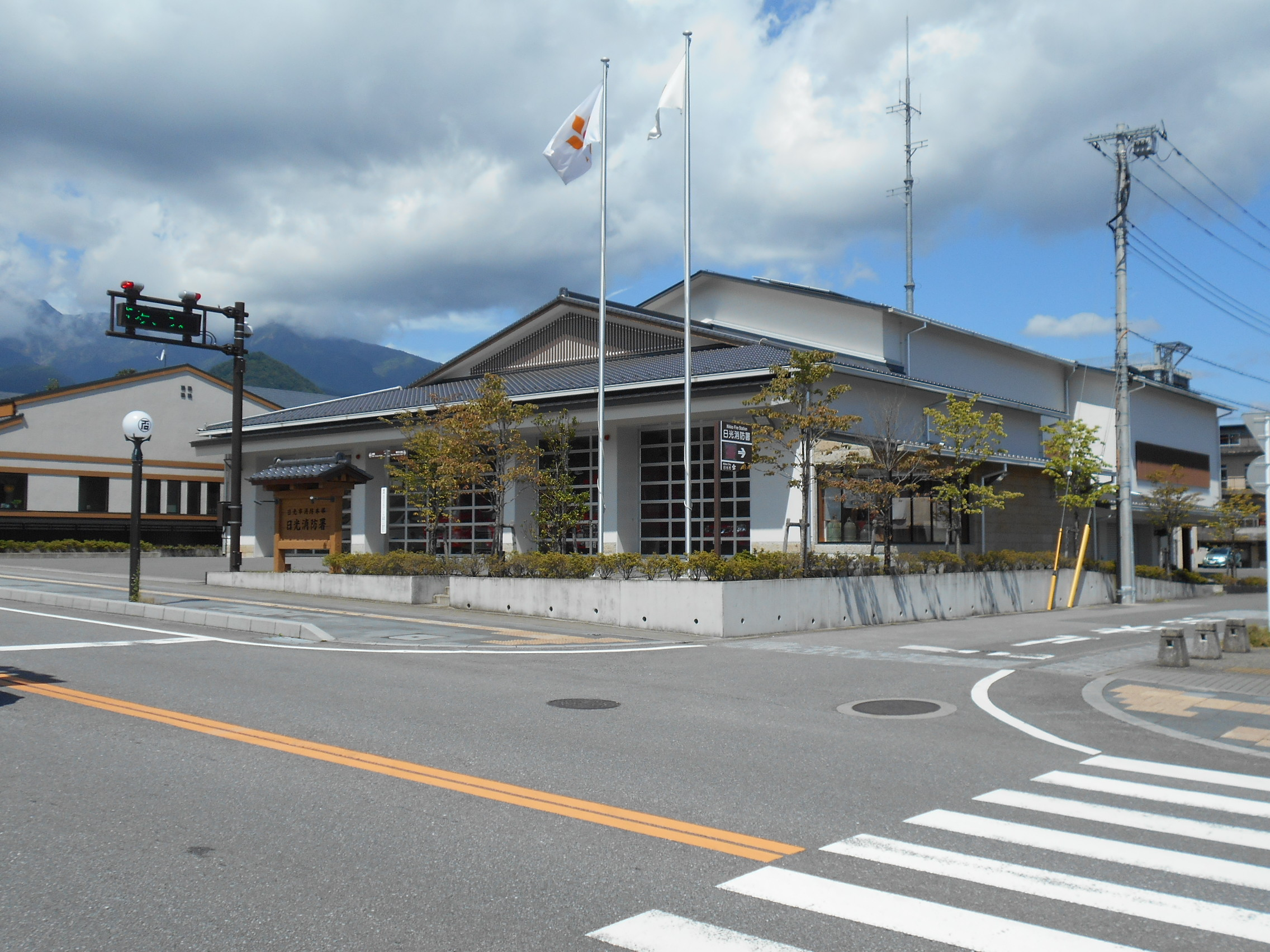
日光消防署
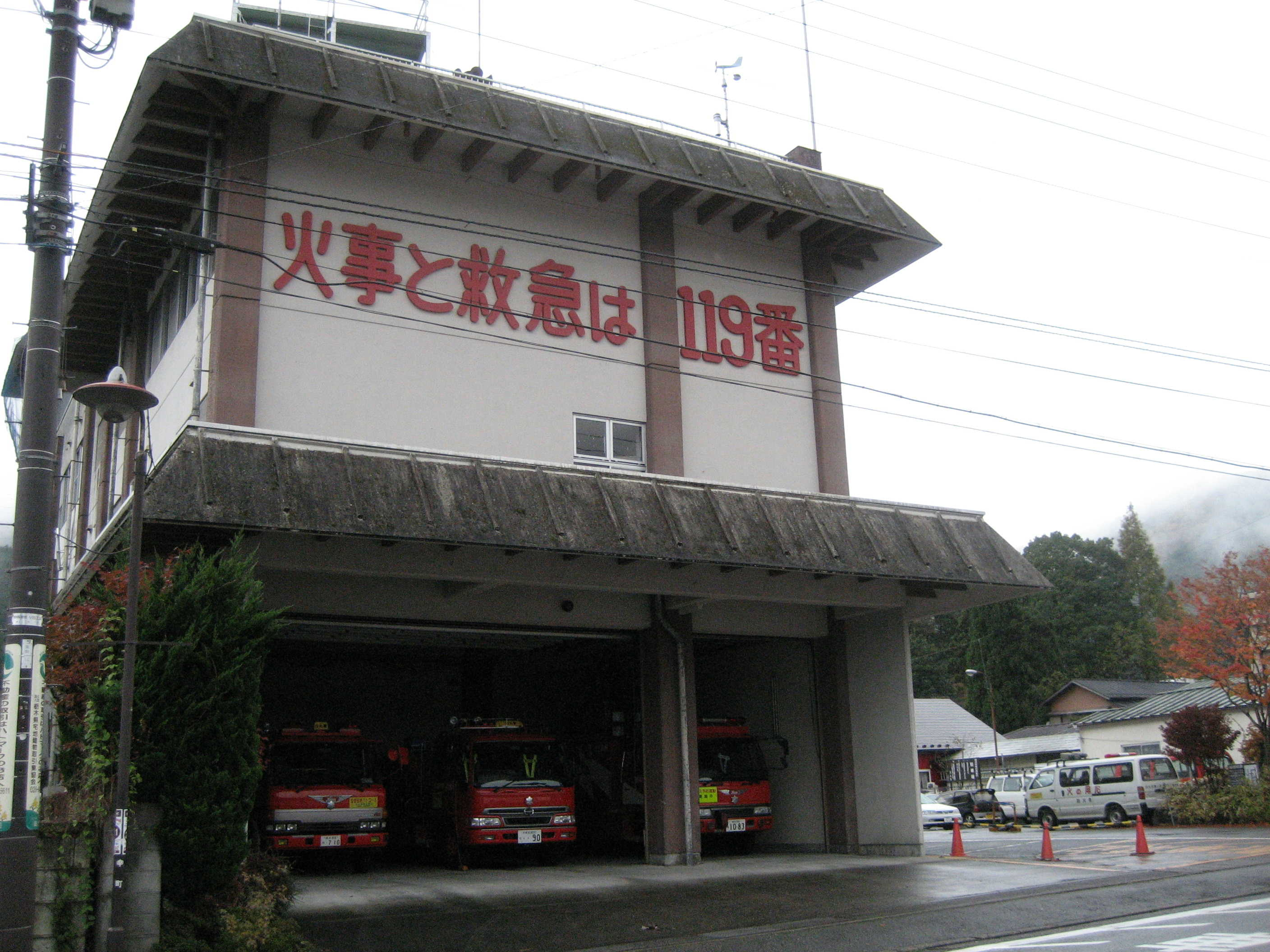
日光消防署旧庁舎
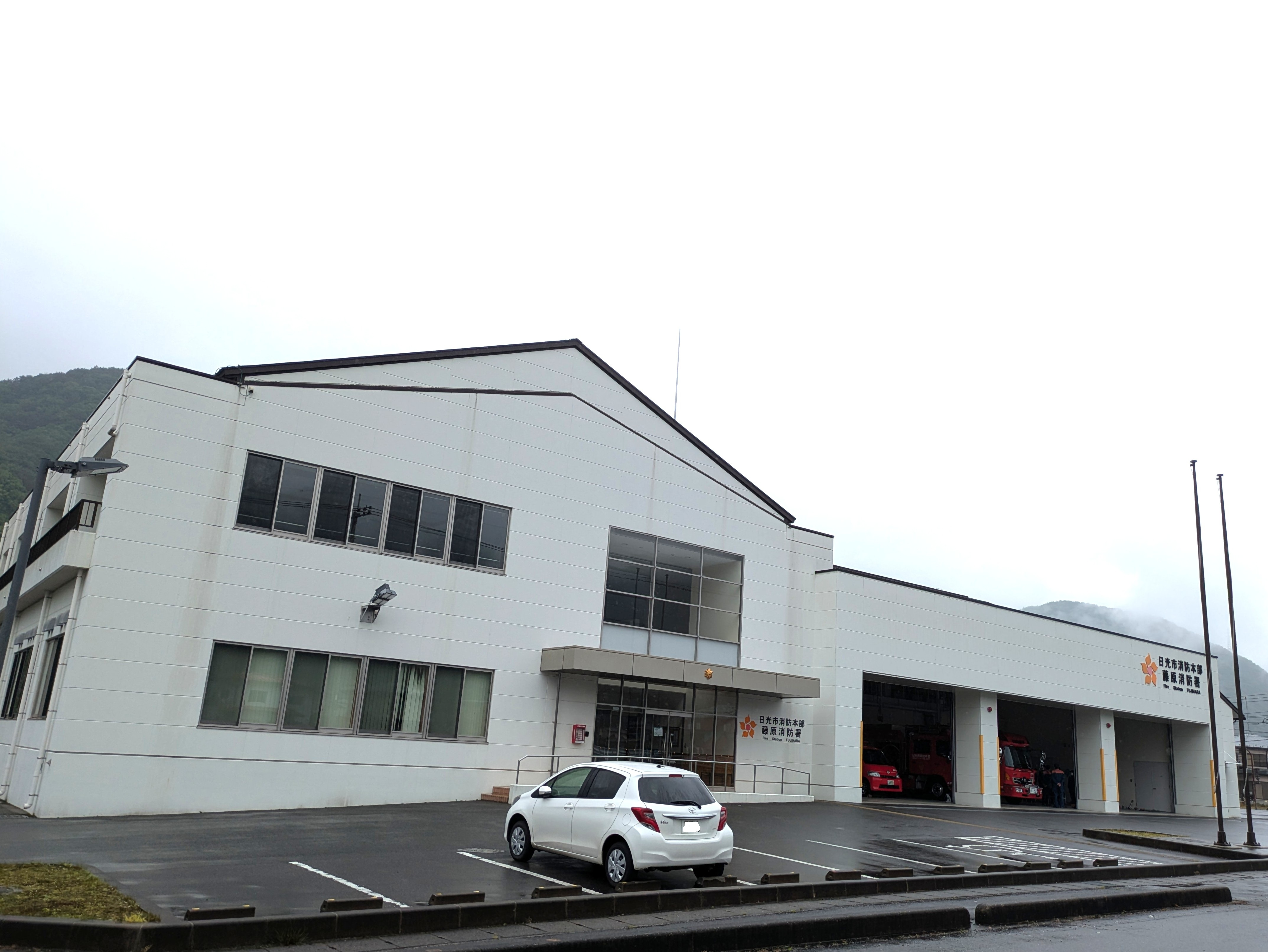
藤原消防署
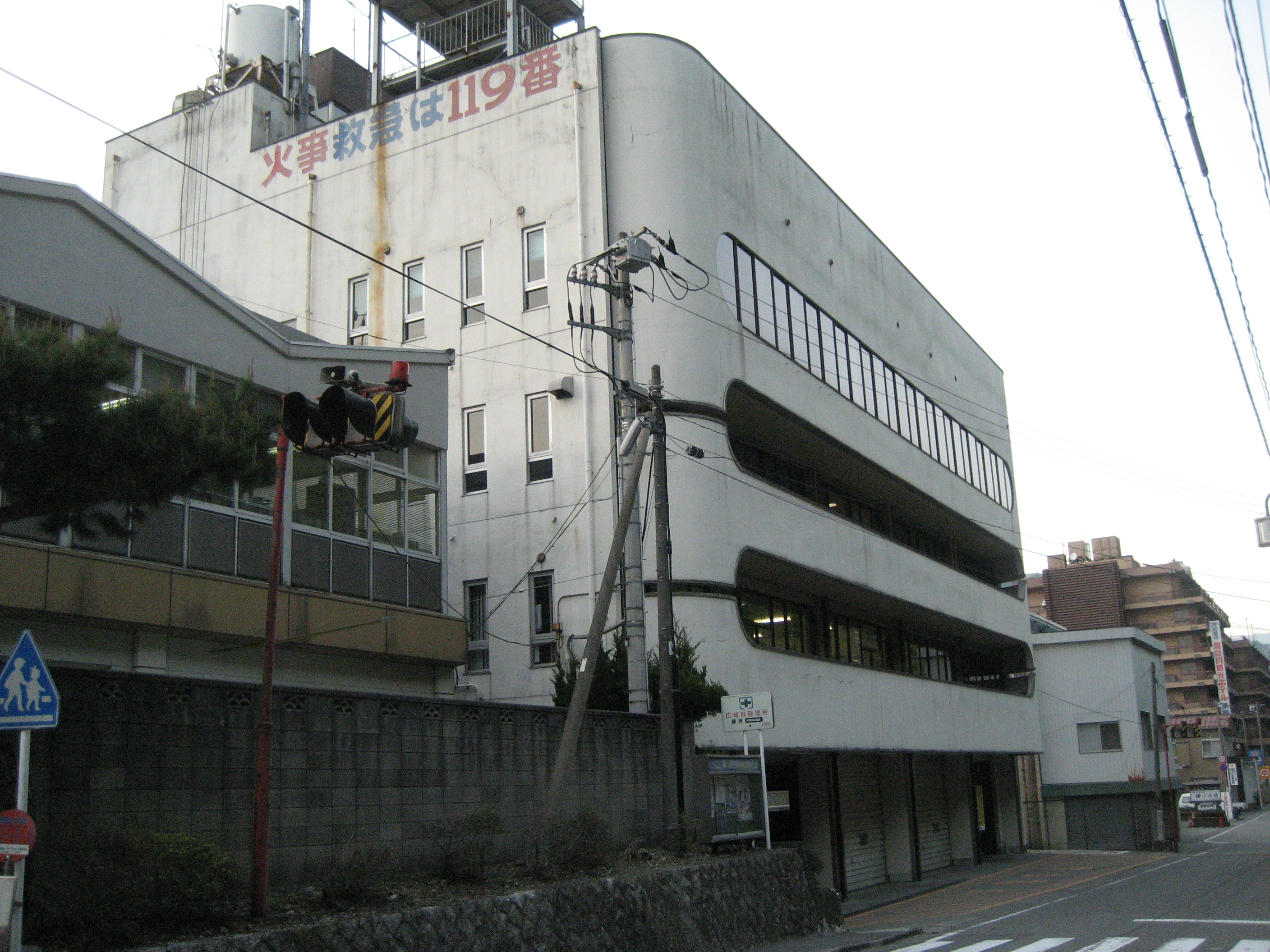
藤原消防署旧庁舎